# Swedish Touring Car Championship (Computerspiel)
Das PC-Spiel Swedish Touring Car Championship (STCC) von Digital Illusions CE ist eine Rennsimulation nach dem Vorbild der gleichnamigen schwedischen Tourenwagenrennserie der Saison 1999 beziehungsweise 2000.

## Spielbeschreibung
Die Darstellung der Autos und Strecken sowie die Wettereffekte sind für damalige Verhältnisse sehr detailreich und grafisch anspruchsvoll. Auch der Realismusgrad der Fahrphysik ist sehr hoch angesetzt. Die Steuerung verlangt sehr viel Übung, da die Wagen beim Herausbeschleunigen aus Kurven stark zum Übersteuern neigen und die Vorderräder von Fronttrieblern beim Anbremsen sehr schnell blockieren können. Bemerkenswert sind auch die unterschiedlichen Fahreigenschaften der verschiedenen Fahrzeuge. So verhalten sich die Fahrzeuge mit Hinterradantrieb (BMW) und die Fahrzeuge mit Allradantrieb (Audi) auch für Spieleinsteiger spürbar anders als die restlichen Fahrzeuge mit Frontantrieb. Alle Fahrzeuge unterscheiden sich zudem auch in ihren Leistungsdaten. Selbst den unterschiedlichen Fahrzeuggewichten der Fahrzeuge in der realen Rennserie wurde Beachtung geschenkt. So wiegen die Fahrzeuge mit Frontantrieb alle 1055 kg, die mit Hinterradantrieb 1080 kg und die mit Allradantrieb 1120 kg. Das Spiel bietet zudem die Möglichkeit, für sein Fahrzeug ein Setup einzustellen, und es ist auch in einer Cockpitperspektive spielbar. Eine weitere Besonderheit des Spiels sind die größtenteils sehr unbekannten Rennstrecken aus Skandinavien, die in fast keinem anderen Rennspiel befahrbar sind, und eine Vielfalt an den damals noch üblichen Supertourenwagen. Allerdings zeigen die KI-Gegner einige Schwächen, indem sie stur ihrer Ideallinie folgen und teilweise unangemessen schnell oder teilweise auch viel zu langsam fahren, wodurch keine lebendige Rennatmosphäre entsteht.

## Swedish Touring Car Championship 2
Am 1. April 2001 wurde ein zweiter Teil der Serie basierend auf den Daten der Saison 2000 veröffentlicht. Im Spiel sind neben grafischen Verbesserungen auch in geringem Umfang andere Fahrzeuge und Rennstrecken enthalten. Neu dazugekommen war auch eine frei erfundene Camaro-Challenge. An der schwachen KI änderte sich allerdings nichts. Von PC Games wurde das Spiel mit 74 % bewertet.
Später wurde STCC 2 von der media Verlagsgesellschaft mbH als Tourenwagen Simulator verkauft.

## Rezeption
Vor allem wegen der unausgereiften KI wurde Swedish Touring Car Championship ein Flop. Es konnte sich nicht gegen TOCA Touring Cars, welches dank höherwertiger KI für damalige Verhältnisse ausgezeichnete Renn-Action vermitteln konnte, durchsetzen. Daher sind die Spiele der Serie heute nur noch recht unbekannt. Aufgrund der detaillierten Grafik werden die Rennstrecken von sogenannten Moddern allerdings auch heute noch für andere aktuelle Rennsimulationen wie zum Beispiel rFactor oder GTR 2 konvertiert.

## Liste der Fahrzeuge
- Audi A4
- BMW 320i
- Opel Vectra B
- Ford Mondeo
- Alfa Romeo 156
- Nissan Primera, stattdessen in STCC 2: Nissan Primera
- Honda Accord, zusätzlich in STCC 2: Honda Accord
- Volvo S40
- Chrysler Stratus
- Peugeot 406

## Liste der Rennstrecken
- Mantorp Park (kurze Version, lange Version)
- Arctic Circle Raceway
- Scandinavian Raceway
- Karlskoga Motorstadion
- Falkenbergs Motorbana
- Ring Knutstorp

Zusätzlich in STCC 2:
- Kinnekulle Ring